# 5302 Romanoserra
5302 Romanoserra eller 1976 YF5 är en asteroid i huvudbältet som upptäcktes den 18 december 1976 av den rysk-sovjetiske astronomen Nikolaj Tjernych vid Krims astrofysiska observatorium på Krim. Den har fått sitt namn efter Romano Serra.
Asteroiden har en diameter på ungefär 5 kilometer.